# Kyrgyz Express Post
Kyrgyz Express Post è l'operatore postale del Kirghizistan a cui è stato concesso lo status di secondo operatore postale designato del Kirghizistan. La società è stata fondata il 16 marzo 2012.

## Informazione Generale
Kyrgyz Express Post (KEP) funziona come operatore postale del Kirghizistan dal 16 marzo 2012. Il 7 dicembre 2012 a KEP è stato concesso lo status di secondo operatore postale designato del Kirghizistan. Questo status è stato ufficialmente confermato dalla circolare numero 83 del 21 maggio 2013 dell'Ufficio Internazionale dell’Unione Postale Universale (UPU, le rispettive informazioni sono disponibili sulla pagina ufficiale dell'UPU).
Lo status del secondo operatore postale designato permette a KEP di emettere francobolli e utilizzarli come vero strumento di pagamento per tutti i tipi di servizi postali, oltre a soddisfare le esigenze dei filatelisti.

## Filatelia

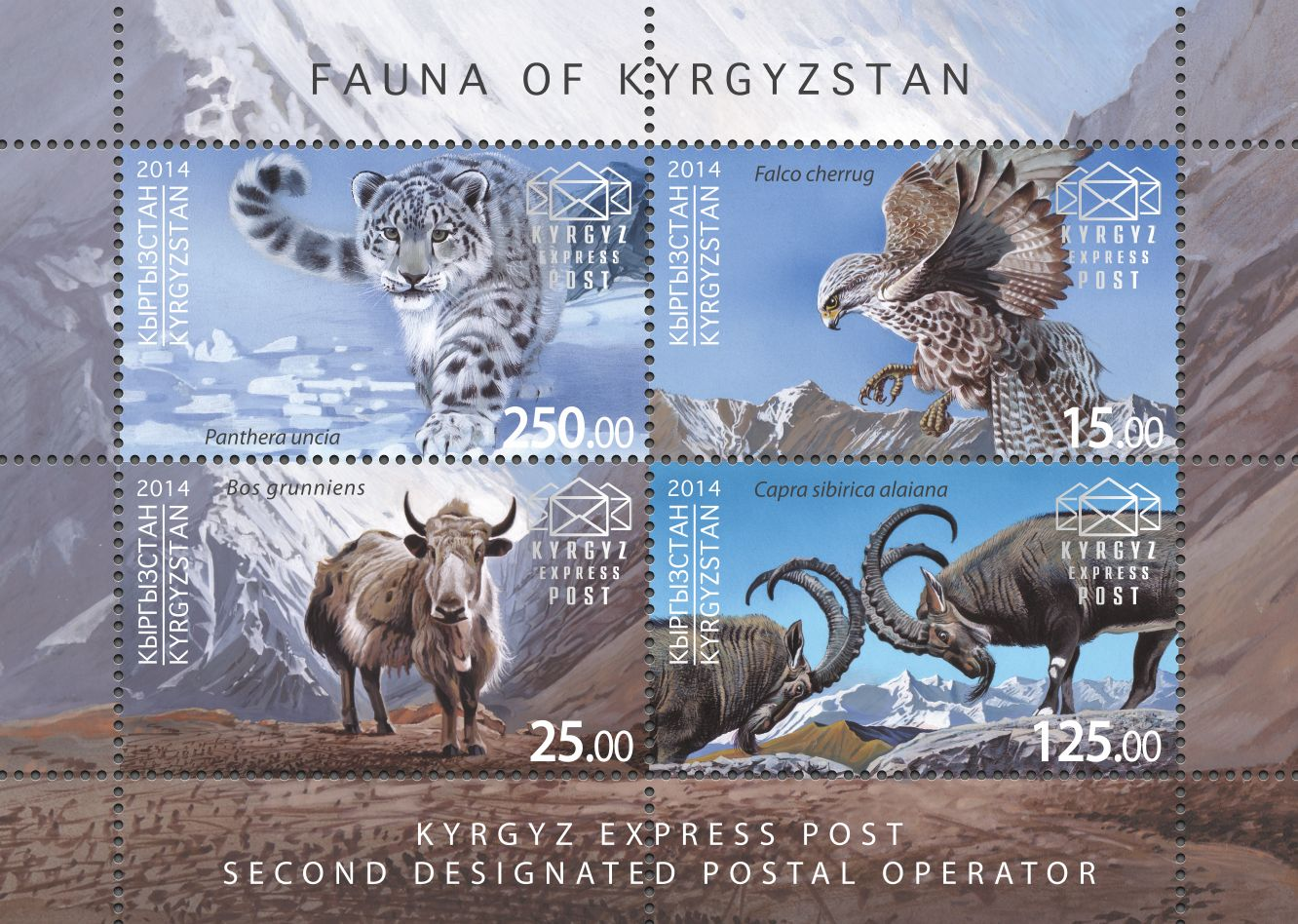
Foglietto collettivo "Fauna del Kirghizistan"

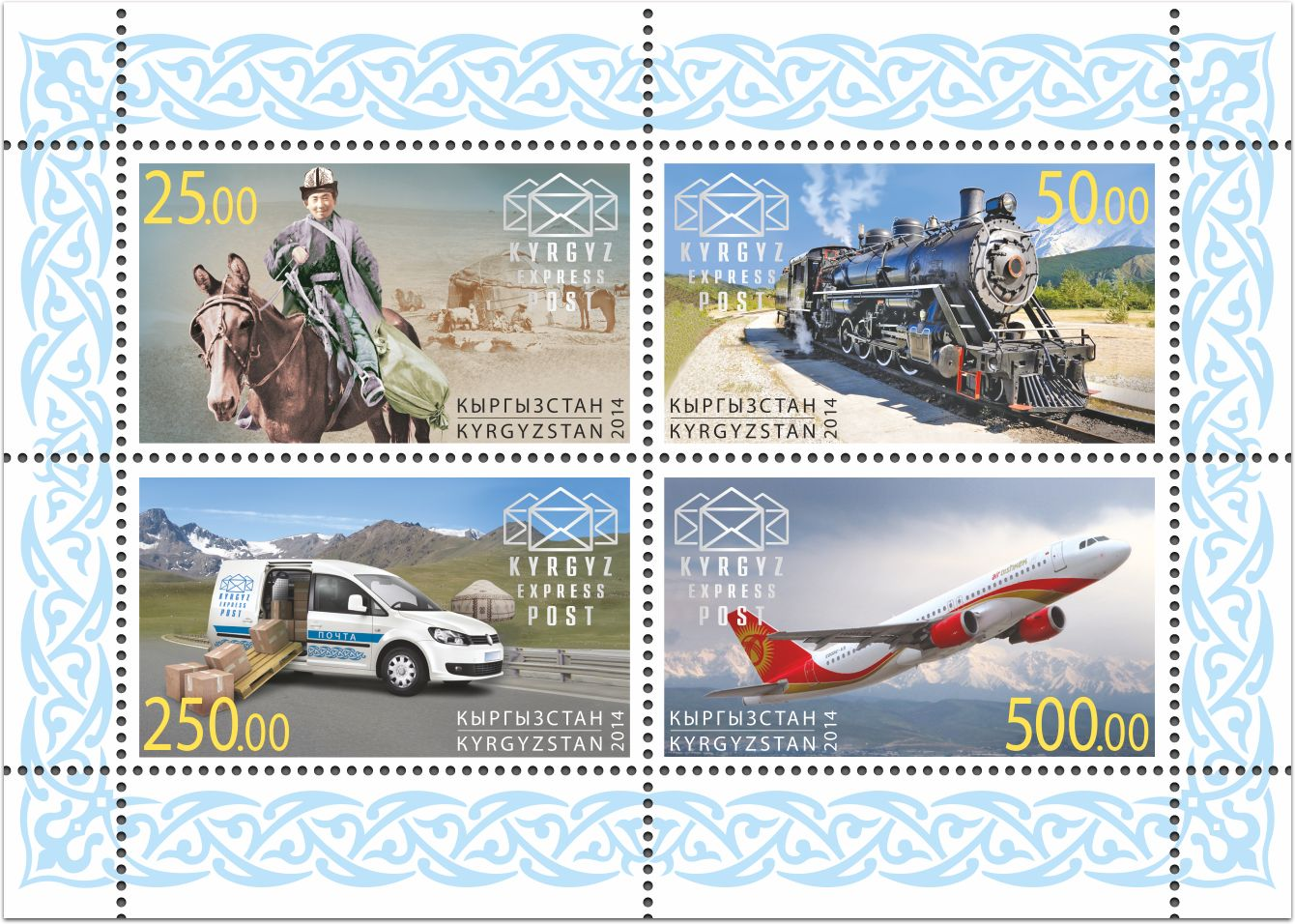
Foglietto collettivo "Trasporto postale del Kirghizistan"

Il 18 novembre 2014 il Kyrgyz Express Post ha emesso i suoi primi francobolli e foglietti. L’emissione è stato dedicato al 140º anniversario dell'UPU. I francobolli dipingono la storia del servizio postale kirghiso, in particolare i mezzi di trasporto postale.
Il 19 novembre 2014 KEP ha emesso la seconda serie di francobolli, dedicata alla Fauna del Kirghizistan. Questi francobolli raffigurano rappresentanti tipici del mondo animale kirghiso: il falco Saker, lo yak, lo stambecco siberiano e il leopardo delle nevi.
I francobolli KEP possono essere acquistati presso l'ufficio principale dell'operatore postale di Bishkek, nonché online sul sito Web di KEP.